# Alojzy Capuano
Alojzy Capuano (ur. 24 listopada 1743 w Wiedniu, zm. 24 marca 1791 we Lwowie) – profesor patologii na Uniwersytecie Lwowskim, rektor Uniwersytetu w latach 1790–1791.